# Gail Mabalane
Gail Mabalane, née Nkoane le 27 décembre 1984, est une actrice, mannequin, femme d'affaires et chanteuse sud-africaine.
Elle est surtout connue pour ses rôles d'actrice dans les séries télévisées sud-africaines The Wild et Blood and Water.

## Biographie
Gail Nkoane est née et a grandi dans la ville de Kimberley, au Cap Nord en Afrique du Sud. Elle est l'enfant du milieu de trois enfants. Sa mère l'a inscrite à son premier concours, « Miss Tinkerbell » quand elle avait cinq ans, c'est à ce moment que sa famille remarque son potentiel. En 2005, elle a été finaliste du Top 5 Miss SA Teen.

## Filmographie

### Cinéma
- 2012 : Zion : Une Agent Spéciale

### Séries télévisées
- 2011-2013 : The Wild : Lelo Sedibe
- 2013-2014 : Rockville : Vicky
- 2015 : Generations: The Legacy : Sarah Westbrook
- 2015 : The Road : Kedibone "Kedi" Seakgoe / Stella Phiri
- 2016 : Rockville : Vicky
- 2018 : The Imposter : Kelenogile Mokoena
- 2020 : Blood and Water : Thandeka Khumalo
- 2023 :

Furtive

### Émissions
- 2010 : Idols : Elle-même (saison 6, finaliste dans le Top 10)